# Oroplexia separata
Oroplexia separata är en fjärilsart som beskrevs av Moore 1882. Oroplexia separata ingår i släktet Oroplexia och familjen nattflyn. Inga underarter finns listade i Catalogue of Life.